# Riem Higazi

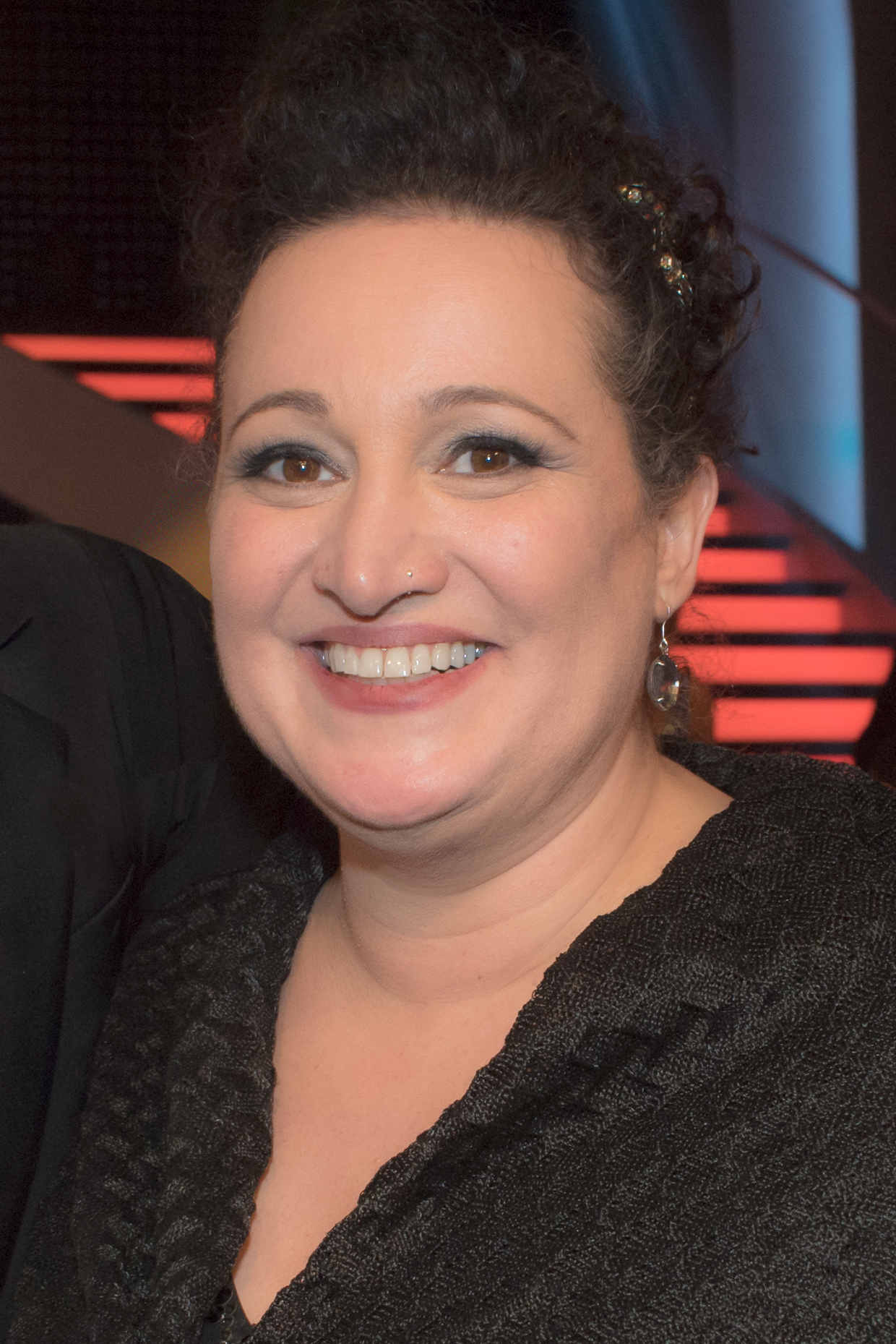
Riem Higazi 2017

Riem Higazi (* 23. Februar 1970 in Kairo, Ägypten) ist Moderatorin, Journalistin und Redakteurin beim österreichischen Radiosender FM4. Dort moderiert sie manchmal die Sendung You’re At Home Baby!; manchmal unterstützt sie auch das Team der Morning Show. Des Weiteren spricht sie als Station Voice für FM4 viele Jingles.
Riem Higazi, die im Waldviertel und in Kanada aufgewachsen ist, bezeichnet Englisch als ihre Muttersprache und in dieser moderiert sie auch.
Von 1995 bis 1996 moderierte sie als „Rosie“ bzw. „Rosemarie Elisabeth Washington“ die Nasty Girlie Show auf FM4.
Von März 2017 bis Juni 2017 war Higazi Kandidatin in der ORF-Tanzshow Dancing Stars, wo sie den dritten Platz erreichte.